# 霧島溫泉站
霧島溫泉站（日语：／ Kirishima-onsen eki */?）是位於鹿兒島縣霧島市，屬於九州旅客鐵道（JR九州）的肥薩線車站。

## 車站構造
本站是地面車站和無人車站，設有1面2線的島式月台和側線。此站的站房是一座鋼筋混凝土建築物。車站旁設有公廁。

### 月台

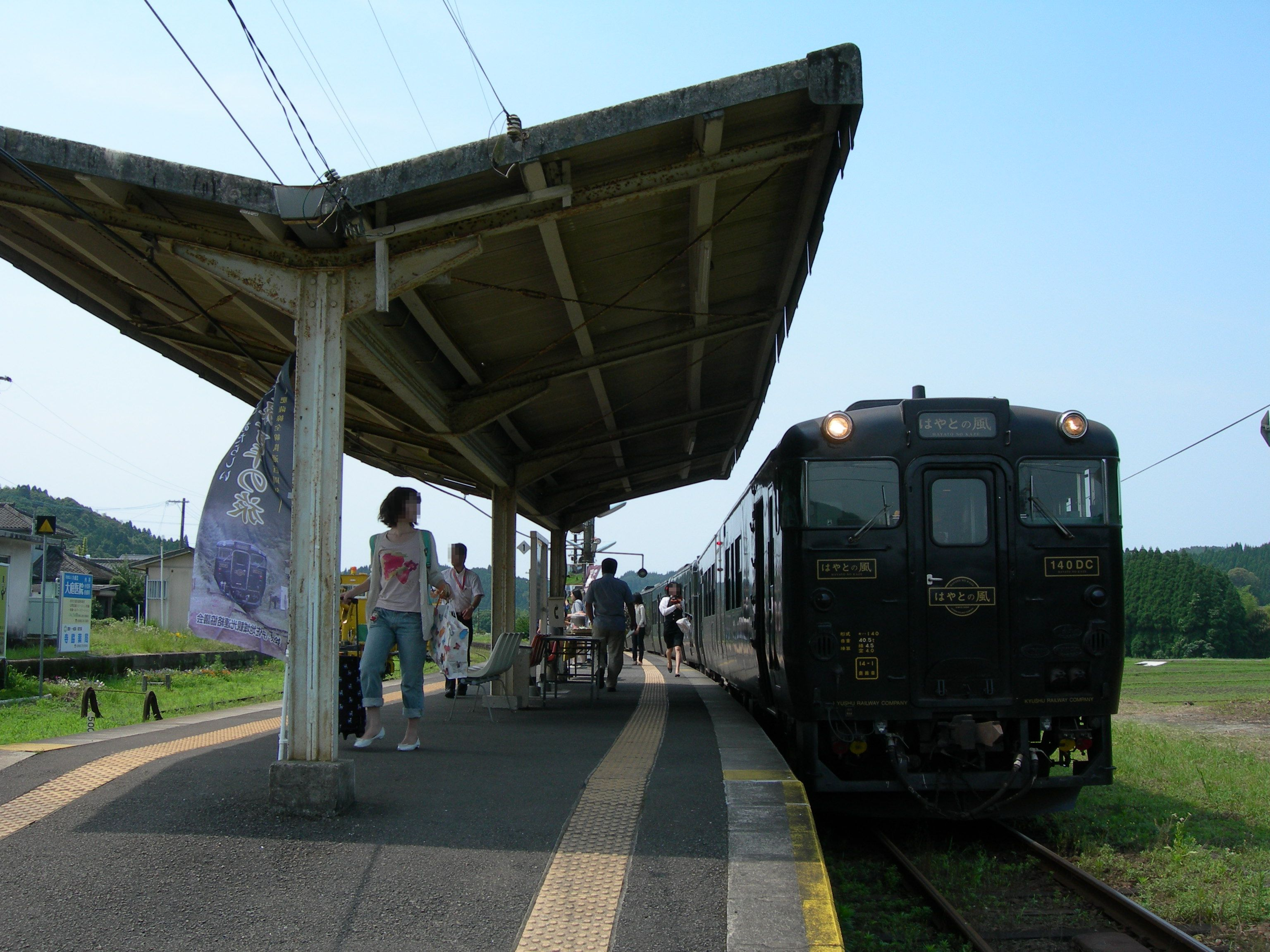
月台（2009年7月）

| 月台 | 路線    | 上下行 | 方向                                         |
| ---- | ------- | ------ | -------------------------------------------- |
| 1    | ■肥薩線 | 下行   | 隼人方向                                     |
| 2    | ■肥薩線 | 上行   | 吉松、經■吉都線及■日豐本線往都城、南宮崎方向 |

## 歷史
- 1908年（明治41年）7月11日 - 鐵道院牧園站（日语：／）啟用，當時只是一座貨運車站[1]。
- 1909年（明治42年）7月10日 - 開始旅客業務[1]。
- 1962年（昭和37年）1月15日 - 車站改名為霧島西口站（日语：／）[3]。
- 1986年（昭和61年）11月1日 - 成為無人車站。但是仍然派遣職員在此站進行檢票和售票業務。
- 1987年（昭和62年）4月1日：伴隨國鐵分割民營化，車站由九州旅客鐵道（JR九州）營運[4][5][6]。
- 1990年（平成2年）- 中止檢票和售票業務，完全成為無人車站。
- 2003年3月15日：車站改名為霧島溫泉站（日语：／）[2]。
- 2004年4月1日：成為簡易委託車站[6]。
- 2010年：再次成為無人車站。

## 利用狀況
- 在2016年度，1日平均乘車人次為241人[7]，2016年起，因JR九州只公佈使用人數首300個車站的人數，本站因未達至首300位而獲未有獲得公佈實質使用人數，然而自2016年度起，車站一直都保持於每日乘車人數超過100人的上名要求。而在2021年度的公佈中，本站為63個未能打入頭300位，但乘車人數介於100人及246人（第300位車站的乘車人數）之間的車站[8],，與栗野站成為了現時肥薩線中能夠上名的車站之一。

| 年度     | 1日平均 乘車人次 | 1日平均 上下車人次 |
| -------- | ---------------- | ------------------ |
| 2000     | 290              |                    |
| 2001     | 270              |                    |
| 2002     | 274              |                    |
| 2003     | 275              |                    |
| 2005     | 240              |                    |
| 2006     | 230              |                    |
| 2007     | 211              | 430                |
| 2008     | 259              | 525                |
| 2009     | 278              | 562                |
| 2010     | 300              | 610                |
| 2011     | 296              | 613                |
| 2012     | 300              | 610                |
| 2013     | 310              | 629                |
| 2014     | 279              | 566                |
| 2015     | 284              | 577                |
| 2016     | 241              | 490                |
| 2017以後 | 未有提供         | 未有提供           |

## 相鄰車站
九州旅客鐵道（JR九州）
■肥薩線
植村－霧島溫泉－嘉例川

## 外部連結
- JR九州霧島溫泉站 （页面存档备份，存于）